# Дмитрівська сільська рада (Новоайдарський район)
| Дмитрівська сільська рада — колишній орган місцевого самоврядування у Новоайдарському районі Луганської області з адміністративним центром у с. Дмитрівка. Історична дата утворення: в 1925 році. Водоймища на території, підпорядкованій даній раді: річка Євсуг. Сільській раді були підпорядковані населені пункти: - с. Дмитрівка |

## Склад ради
Рада складалася з 16 депутатів та голови.

### Керівний склад ради
| ПІБ                           | Основні відомості                                                 | Дата обрання | Дата звільнення |
| ----------------------------- | ----------------------------------------------------------------- | ------------ | --------------- |
| Кисельников Сергій Михайлович | Сільський голова, 1974 року народження, освіта, безпартійний      | 26.03.2006   | 31.10.2010      |
| Дзяба Людмила Вікторівна      | Сільський голова, 1970 року народження, освіта вища, позапартійна | 31.10.2010   |                 |

Примітка: таблиця складена за даними джерела